# Allen Fox
Allen Fox (Los Angeles, 25 giugno 1939) è un ex tennista statunitense.

## Carriera
Ha raggiunto per due anni consecutivi la finale al Tri-State Championships, nel 1961 ha sconfitto Billy Lenoir mentre l'anno successivo si è arreso in quattro set a Marty Riessen, nella stagione 1966 ha vinto i tornei di Los Angeles, superando Roy Emerson in finale per 6–3, 6–3, e il Canadian Open dove ha avuto la meglio su Allan Stone.
Nei tornei dello Slam ha raggiunto gli ottavi agli U.S. National Championships nel biennio 1960-61 e ha fatto meglio a Wimbledon 1965 dove è avanzato fino ai quarti di finale eliminando sulla sua strada la terza testa di serie Jan-Erik Lundquist e il più quotato Nicola Pietrangeli.
Ha fatto parte della squadra statunitense di Coppa Davis nel 1963 vincendo entrambi gli incontri disputati.